# Jacinta Bartolomé
Jacinta Bartolomé Soria, conocida popularmente como La Perla del Ebro, (Zaragoza, 19 de febrero de 1902-26 de febrero de 1993) fue una cantadora española de jota aragonesa.

## Trayectoria
Sus maestros fueron la jotera Pilar Gascón y el cantante Miguel Asso. En 1950, Bartolomé se incorporó a la Escuela Municipal de Jota de Zaragoza como profesora. También tocaba los instrumentos de bandurria, requinto y guitarra.
Participó en las obras de El amor brujo en París junto a Antonia Mercé La Argentina, así como también compartió escenario con la cupletista Raquel Melller. en el Gran Palace. Grabó distintas obras y en su canto destacaba por su vocalización y presentar delicados matices estilísticos.

## Reconocimientos
Jacinta Bartolomé Soria recibió varios reconocimientos a lo largo de su trayectoria. En 1929, obtuvo el primer premio del Certamen Oficial de Jota Aragonesa, un concurso dedicado a esta manifestación del folclore aragonés. En 1934, fue distinguida con el premio Pilar Gascón, un reconocimiento a su contribución al arte de la jota. Años más tarde, en 1984, recibió la Medalla de Oro de la ciudad de Zaragoza, un honor que destacó su relevancia en la cultura y el folclore de la región.